# Королёв, Андрей Геннадьевич
Андре́й Генна́дьевич Королёв (род. 20 октября 1966, Алма-Ата) — священник Русской православной церкви, настоятель Георгиевского храма в селе Толоконное Белгородского района, руководитель информационно-издательского сектора Синодального миссионерского отдела Белгородской епархии и первый заместитель редактора журнала «Миссионерское обозрение».
В прошлом рок-музыкант, наиболее известен тем, что в 1989—1993 годах являлся клавишником и бэк-вокалистом рок-группы «Алиса».

## Биография
Родился 20 октября 1966 года в Алма-Ате, затем с родителями переехал в Белгород.
В 4 года начал играть на скрипке, затем пошёл в музыкальную школу, где учился играть уже на фортепиано. С 1984 по 1986 годы проходил срочную службу в рядах вооружённых сил, где познакомился с будущим соратником по «Алисе» — Игорем Чумычкиным. Своим настоящим «первым учителем музыки» считает Евгения Дмитриевича Геворгяна, с которым познакомился в Москве, приехав туда после службы в армии. У Геворгяна Андрей играл авангардный джаз.
В феврале 1989 года становится новым клавишником группы «Алиса», тем самым образуется «золотой состав» группы 1989—1993 годов. С участием Андрея записываются альбомы «Шабаш» и «Для тех, кто свалился с Луны».
12 апреля 1993 года от наркотиков трагически погибает близкий друг Андрея, гитарист «Алисы» Игорь Чумычкин, и Королёв решает покинуть группу, считая, что оставаться в «Алисе» было бы предательством памяти друга.
В 1994 году приехал в Санкт-Петербург из Белгорода со своей сольной программой под гитару и отыграл несколько концертов. Он хотел играть с постоянным составом, но знакомые ему музыканты жили в разных городах (Андрей договаривался с Петром Самойловым, Андреем Шаталиным, Александром «Рикошетом» Аксёновым. Репетировал вместе с барабанщиком «СерьГи» Игорем Ярцевым). В итоге Андрей уничтожил все свои имеющиеся на тот момент записи и таким образом поставил точку в своей музыкальной карьере.
С 1997 по 1998 годы являлся преподавателем Белгородской Православной Духовной семинарии, а также Белгородской православной гимназии.
В 1998 году окончил исторический факультет Белгородского Государственного Университета по специальности "история", некоторое время работал в школе преподавателем истории. Еще старшеклассником с 1983 г. и в дальнейшем студентом принимал участие в ряде сезонов Китейской археологической экспедиции Е.А. Молева в Восточном Крыму, связи с которой поддерживает до сих пор.
В 1998 году был принят на должность референта Белгородского епархиального управления, а в 1999 году назначен личным секретарем Архиепископа Белгородского и Старооскольского Иоанна. С 2002 года является руководителем Издательского отдела Белгородской епархии, до 2008 года являлся главным редактором молодёжного журнала «Новый Ковчег».
2 августа 2004 года Архиепископом Белгородским и Старооскольским Иоанном, рукоположен в сан диакона и назначен на должность клирика Георгиевского храма Белгорода.
6 мая 2007 года Архиепископом Белгородским и Старооскольским Иоанном, рукоположен в сан священника.
В 2007 году окончил заочное отделение Белгородской Православной Духовной семинарии.
19 декабря 2008 года назначен на должность настоятеля Георгиевского храма села Толоконное Белгородского района.

## Дискография
Альбомы «Алисы», в записи которых принимал участие Андрей Королёв:
- Ст. 206 ч. 2 (1989) — «пьяные дела»[2]
- Шабаш (1991) — клавишные, бэк-вокал
- Для тех, кто свалился с Луны (1993) — клавишные, бэк-вокал

## Личная жизнь
Жена Наталья. Пятеро детей: Леонтий (2000 г. р.), Матфей (2001 г. р.), София (2006 г. р.), Тихон (2008 г. р.), Серафима (2009 г. р.).